# Mesochorus agilis
Mesochorus agilis är en stekelart som beskrevs av Cresson 1865. Mesochorus agilis ingår i släktet Mesochorus och familjen brokparasitsteklar. Arten är reproducerande i Sverige. Inga underarter finns listade i Catalogue of Life.